# یخچال‌خزنده‌ها
یخچال‌خزنده‌ها یا گلیشیالیساروس (نام علمی: Glacialisaurus) نام یک سرده از راسته خزنده‌کفلان است.